# تانا (مدينة)
تانا ألمانيا (بالألمانية: Tanna, Germany) هي بلدة ألمانية تقع في ألمانيا في تورينغن. يقدر عدد سكانها بـ 4,039 نسمة .